# Henrik II., francuski kralj
Henrik II. ( 31. ožujka 1519. – 10. srpnja 1559. ), francuski kralj od 1547. – 1559. godine.
Iako je nekoliko godina prije smrti Franjo I. počeo javno izražavati sumnje u sposobnosti sina Henrika da ga naslijedi on to nije mogao spriječiti. Smrt staroga kralja 31. srpnja 1547. godine je po pitanju čiste nužnosti na kraljevski položaj postavilo njegovog jedinog preživjelog sina, to jest Henrika II. Pored te titule stupanjem ovog kralja na prijestolje dolazi do personalne unije Francuskog kraljevstva i Bretanjskog vojvodstva pošto mu je majka bila jedini nasljednik ovog dijela države. Tom unijom sada konačno završava potpuno ujedinjenje Francuske započeto s Karlom VII.
Za razliku od svojih kraljevskih prethodnika koji su vodili bez obzira na gubitke već više od pedeset godina ratove za osvajanje Italije, Henrik II. od toga odustaje poslije "samo" deset godina pokušaja. Pred sam kraj njegove vladavine 1559. godine dolazi konačno do sklapanja mira u ovom dugom ratu bez realnih teritorijalnih uspjeha.
Na turniru održanom 1. srpnja 1559. godine povodom proslave sklapanja mira Henrika II. je neočekivano smrtno ranio zapovjednik škotske garde u viteškom dvoboju. Od posljedica zadobivene rane on umire 10. srpnja 1559. godine.
Za današnje doba on i njegova žena su posebno interesantni kao sponzori Nostradamusa.
Naslijedio ga je sin Franjo II., kralj Francuske

## Poveznice
- Popis francuskih vladara